# Asterweg

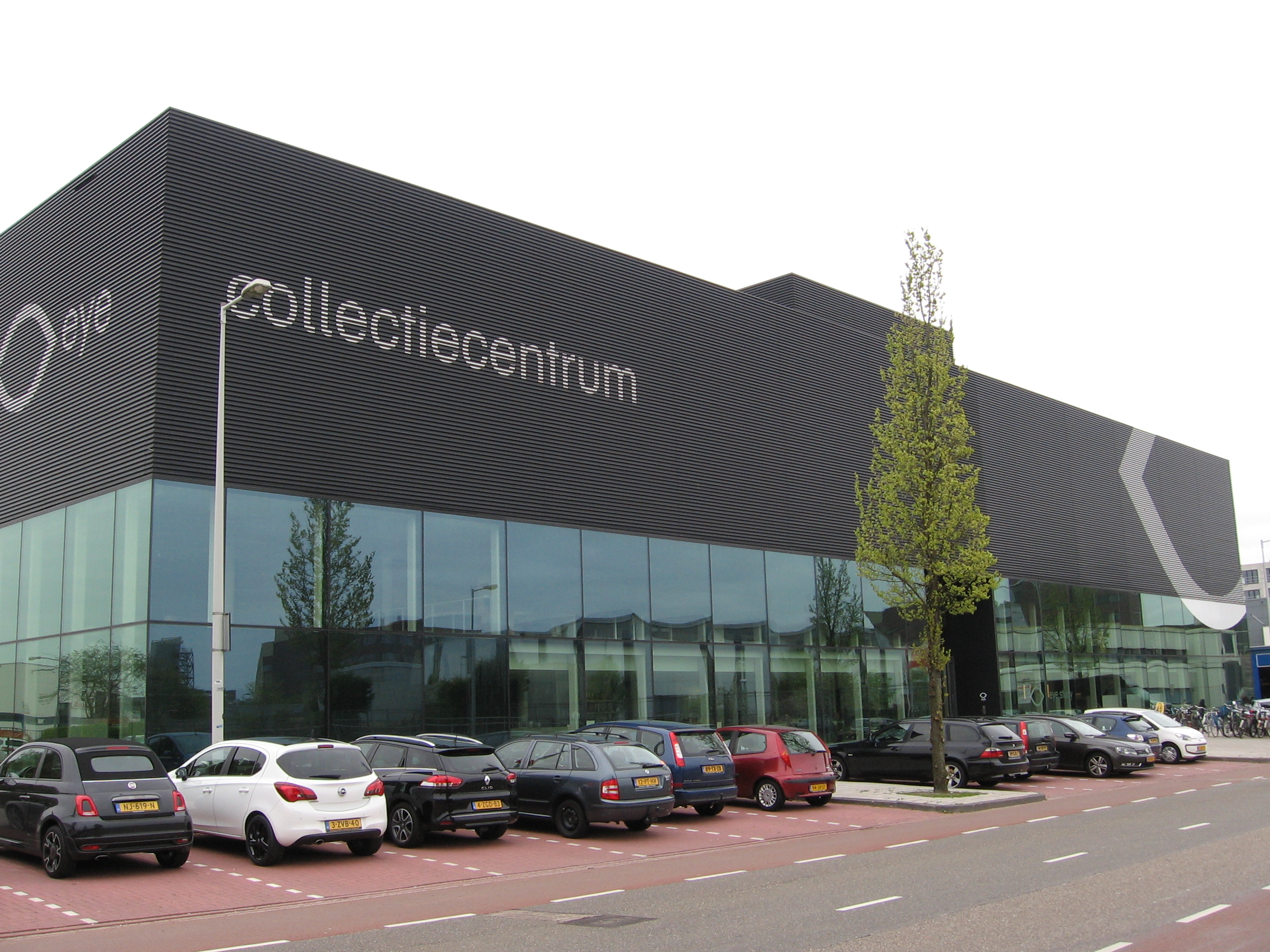
Eye collectiecentrum (april 2017)

De Asterweg is een weg in de buurt Buiksloterham, Amsterdam-Noord.

## Geschiedenis
De straat kreeg 13 oktober 1915 haar naam, een vernoeming naar de composietenfamilie Aster. Meerdere straten en pleinen in de buurt zijn vernoemd naar planten. De straat begint aan de Grasweg en eindigt aan de Distelweg, beiden vernoemd naar planten. De weg loopt voorts grotendeels parallel aan het Tolhuiskanaal. Halverwege heeft ze in de Asterdwarsweg (naam per 11 mei 1932) een dwarsstraat. De Asterweg is de naamgever van het Asterdorp, een woonschool dat bestond tussen 1927 en 1955. Die wijk is op het Poortgebouw Asterdorp (Asterdwarsweg 10), dat een gemeentelijk monument is, na afgebroken.

## Gebouwen
De straat ligt op een afgelegen haven- en industriegebied met grotendeels laagbouw. Huisnummers lopen op van 1 tot en met 151, maar er ontbreken nogal wat nummers. Zo is het hoogste even huisnummer 40. Daartegenover worden bepaalde huisnummers vaker gebruikt voor bijvoorbeeld bedrijfsverzamelgebouwen. De architectuur is aangepast aan het gebruik van de gebouwen.

### Asterweg 26
Dit gebouw werd ontworpen door architectenbureau Cepezed. Het werd op 16 september 2016 door minister Jet Bussemaker geopend, die ook al het startschot voor de bouw had gegeven in 2014. Het biedt onderdak aan het Eye Collectiecentrum, een dependance van het Eye Filmmuseum voor conservering, restauratie en onderzoek van oude films.

### Asterweg 27-37
Vanaf 2019 is op dat adres gevestigd een hotel van de keten Yotel. Voor die keten werd op een oppervlak van meer dan 5000 m² tussen weg en kanaal een hotel gebouwd dat onderdak biedt aan 202 kamers. Om het aan te passen aan de omgeving werd naar ontwerp van architectenbureau Studioninedots een gebouw neergezet met verschillende hoogtes. Er ontstond een schakeling van paviljoens. Het gebouw werd opgetrokken uit prefab-eenheden, zodat er snel gebouwd kon worden en relatief weinig bouwafval te vervoeren werd. Het gehele pand werd voorzien van gerecyclede aluminium platen, die de kleur titaniumbruin meekregen. Door de gevelelementen steeds te laten verspringen verandert het uiterlijk van het gebouw constant aan de hand van de plaats van de zon aan de hemel. Die titaniumkleur geeft het gebouw een industrieel karakter. Het gebouw kreeg een BREEAM-keuring; de energievoorzieningen zijn uitsluitend elektrisch. De buiten- en binnentuinen werden ingericht door Delva landschapsarchitecten. Zoals gebruikelijk bij de Yotelhotels zijn de kamers ingericht als cabines bij eersteklas vliegreizen.